# 秀泰生活台中文心店
24°07′48″N 120°38′45″E / 24.129946°N 120.645838°E
秀泰生活台中文心店（Showtime Live Taichung Wenxin Store），是一間位於臺灣臺中市南屯區的大型購物中心，建築總樓板面積約24,500坪，由秀泰生活、南山人壽合作開發，2018年8月8日開業（6月22日試營運）。 商場主力核心店為秀泰影城（南屯區首間大型影城）、小書房、UNIQLO、無印良品、宜得利家居及各式主題餐廳。2019年營業額為20億元，為秀泰生活年營業額最高的分店。

## 歷史
- 2012年，南山人壽以30億元購入台中市文心南路上一筆面積約2,811坪的土地。[5]
- 2014年6月23日，南山文心廣場正式動工，未來由秀泰集團負責營運。
- 2018年6月22日，秀泰生活台中文心店試營運[6]，8月8日正式開業。[7]

## 樓層簡介
| 樓層   | 用途                            |
| ------ | ------------------------------- |
| 7F～8F | 秀泰影城                        |
| 6F     | 料理共和國                      |
| 5F     | 小書房                          |
| 4F     | 親子總動員                      |
| 3F     | 運動玩家                        |
| 2F     | 時尚蜜碼                        |
| 1F     | 摩登大道                        |
| B1     | 美味關係 機車停車場（位於夾層） |
| B2     | 機車停車場、汽車停車場          |
| B3～B4 | 汽車停車場                      |

## 交通資訊
- 自臺灣鐵路股份有限公司大慶車站步行20分鐘或騎機車10分鐘
- 搭乘臺中捷運綠線至豐樂公園站
- 搭乘臺中市市區公車至捷運豐樂公園站
  - 53路
  - 73路
  - 99路、99延一、99延二
  - 356路

## 周邊
- 好市多台中店
- 迪卡儂南屯店
- 豐樂雕塑公園

## 外部連結
- （繁體中文） 秀泰生活台中文心店 （页面存档备份，存于）
- 秀泰生活台中文心店的Facebook專頁